# Ninette à la cour

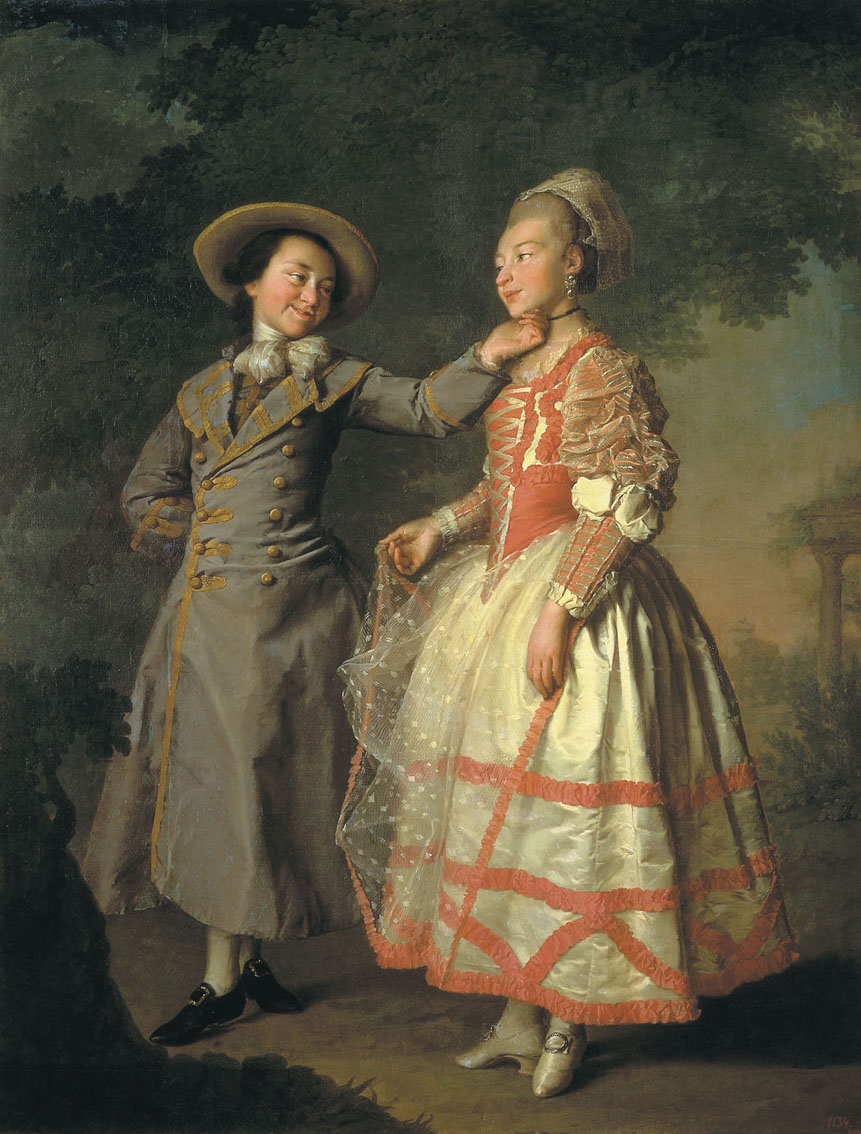
Ninette et Cola

Ninette à la cour ou le Caprice amoureux est une comédie en trois actes et en vers, mêlée d'ariettes, de Charles-Simon Favart. Elle a été représentée pour la première fois le 12 février 1755 au Théâtre-Italien, dans la salle de l'Hôtel de Bourgogne.

Maximilien Gardel en fit un ballet en 1777.